# 塔夸里图巴
塔夸里图巴是巴西圣保罗州的一个市镇。总面积447.085平方公里，总人口23060人，人口密度51.6人/平方公里。